# Седемгодишна война
Седемгодишната война (1756 – 1763 г.) се води между коалициите на: Австрия, Франция, Русия, Испания, Саксония и Швеция срещу Прусия, Великобритания (в лична уния с Хановерското курфюрство) и Португалия. Смятана за най-големия военен конфликт за времето си след Тридесетгодишната война, тя отново разделя Европа на две коалиции, водени от Великобритания и Франция. За първи път Франция формира собствена коалиция, целейки да ограничи растящото влияние на Великобритания и Прусия.
Конфликтът между Великобритания и Франция избухва още през 1754 – 1755 в Северна Америка, когато британците атакуват оспорвани френски владения и пленяват стотици търговски кораби в т.нар. Френска и индианска война. Същевременно в Европа зараждащата се сила Прусия се бори с Австрия за доминация в границите на Свещената Римска Империя.
Осъзнавайки, че войната е неизбежна, Прусия напада Саксония и бързо я овладява. Атаката предизвиква огромно недоволство в Европа. Заради Английско-Пруското съглашенство, Австрия се бори за овладяването на Силезия, която е загубила по време на предишната война в съюз с Франция. Към Англо-Пруското съглашенство се присъединяват по-малки германски държави, като например Хановерско курфюрство. Швеция, опасявайки се от пруската експанзионистична политика, се включва във войната през 1757, за да защити балтийските си владения. Испания, обвързана с Парижкия договор от 1761 година, се намесва във войната на страната на Франция и нахлува в Португалия през 1762. Руската империя в началото е в съюз с Австрия, но след като Петър III наследява трона през 1762, променя отношението си. Руската армия на фелдмаршал Степан Апраксин разбива пруската армия при Грос-Егерсдорф и окупира Източна Прусия (1758 г.), побеждава пруските войски в сраженията при Палциг и Кунерсдорф (1759 г.). През 1760 г. окупира Померания, а един корпус под командването на генерал Захар Чернишов превзема Берлин. През 1761 – 1762 г. Прусия загубва Померания, Силезия и Саксония и е изправена пред катастрофа. Новият руски император Петър III сключва сепаративен мир с Прусия през 1762 и отстъпва източната ѝ част, окупирана от руските войски. След свалянето на Петър III императрица Екатерина II се отказва от договора, но не участва с войски във войната. Действията на Русия по същество спасяват Прусия от пълно поражение.
Войната завършва със сключването на Парижкия мирен договор от 1763 между Франция, Великобритания и Испания и Хубертусбургския мир между Саксония, Австрия и Прусия през същата година. Войната е прочута с дългите обсади на градове, както и с битките с огромни човешки загуби.
Седемгодишната война е успешна за Великобритания, която успява да завладее голяма част от Нова Франция, Испанска Флорида, някои Карибски острови, колонията Сенегал, както и френските търговски постове в Индийския субконтинент. Индианците в Северна Америка са изгонени от техните поселища. Последвалата война на Понтиак се оказва неуспешна в борбата за възстановяване на предвоенния им статут. В Европа войната започва катастрофално за Прусия, но съчетанието на късмет и успешна стратегия позволяват на Фридрих II да постигне Status quo ante bellum. Намесата на Испания, Франция и Швеция не довежда до възстановяването на позициите им на световни лидери. Въпреки това, докато Франция губи голяма част от колониите си и натрупва огромен дълг, Испания губи Флорида, но успява да си възвърне Куба и Филипините, завладени в хода на конфликта от Великобритания.
Седемгодишната война е смятана за една от първите глобални войни, макар и протекла близо 160 години преди Първата световна война, тъй като военните действия се водят в Европа, Северна Америка, Азия и край бреговете на Африка.

## Причини за войната

### Северна Америка
През 50-те години на 18 век границите между британските и френски владения в Северна Америка са доста размити. Франция претендира за цялата долина на реката Мисисипи. Великобритания се противопоставя на тези искания. В началото на десетилетието французите започват строеж на верига от фортове по долината на река Охайо, за да ограничат разрастването на британското влияние върху коренното индианско население.
Британските заселници са притеснени от присъствието на френски войски близо до западната граница на колониите им. Те смятат, че французите биха окуражили евентуални набези на коренното индианско население. Освен това британските заселници желаят достъп до плодородните земи по долината на река Охайо.
Първите изстрели на Седемгодищната война отекват много преди официалното ѝ начало, и то не в Европа, а в Америка. През 1754 и 1755 колониалното съперничество между Франция и Великобритания в Северна Америка довежда до погранични конфликти. През 1755 стълкновенията се разгарят достатъчно, за да прераснат в открит въоръжен конфликт, в който участват войскови части и индиански племена-съюзници на двете страни (Френска и индианска война). През 1756 година Великобритания официално обявява война на Франция.

### Европа
По време на войната за Австрийското наследство, проведена между 1740 и 1748, пруският крал Фридрих II отнема важната област Силезия от Австрия. Императрица Мария Терезия подписва Аахенския мир от 1748, но е дълбоко разочарована от поведението на англичаните, които вижда като предатели на своята кауза. Тя използва последвалия мирен период, за да възстанови армията и да установи нови съюзи. Нейният нов курс на сближаване с Франция е известен в науката с понятието „дипломатическа революция“. Уплашен от този процес, Фридрих ІІ се споразумява с Великобритания за съвместни действия (чрез договора от Уестминстър, януари 1756). В отговор на 1 май същата година Мария Терезия и Луи ХV подписват Първия Версайски договор. Той е отбранителен и предвижда военна помощ, ако някоя от двете страни бъде нападната от трета сила. Основен двигател за това „обръщане на съюзите“ е австрийският външен министър Венцел Антон фон Кауниц. А най-горещ поддръжник във френския двор е мадам дьо Помпадур. През 1757 г., след началото на войната коалицията между Франция, Австрия и Русия получава завършен вид чрез Втория версайски договор, който вече е открито нападателен.
През 1756 Австрия вече разполага с над 200 хиляди войници, които са по-добре организирани, обучени и снабдявани спрямо предишната война. Тя е стабилизирала финансовото си положение и очаква сериозни субсидии от Франция. Извършена е широкомащабна реформена кампания, която засяга всички сфери на управлението. Що се отнася до Прусия, тя разполага със 130 000 войници, което е голямо постижение предвид малкия ѝ потенциал. Конницата (слабо звено в предишната война) е достигнала качеството на пехотата. Тя, на свой ред, се е договорила са британски субсидии. Русия заявява, че може да извади на бойното поле до 300 хиляди души, но има проблем със снабдяването им на големи разстояния, а също и през територията на неутрална страна (Полша). Нейната императрица Елисавета обаче е ожесточена да воюва и да смаже пруския крал. Франция влиза във войната лошо подготвена, нереформирана и безотговорно управлявана от неспособен крал и неговата фаворитка.
Прусия намира подкрепа единствено в лицето на Великобритания. В повечето от случаите двете страни успяват да се допълнят. Британците имат най-големия и ефективен флот в света, а Прусия разполага с най-респектиращата сухопътна войска в Европа. Това позволява на Великобритания да концентрира военни ресурси в колониите.

## Стратегии
През по-голямата част от ХVIII век Франция поддържа военната си стратегия непроменена. Тя оставя колониите да се защитават самостоятелно или предоставя минимална помощ (като им изпраща ограничен брой войски или неопитни войници), предполагайки че битката за тях така или иначе най-вероятно ще бъде изгубена. До голяма степен Франция следва тази стратегия заради географското положение на колониите си и надмощието на британския флот, които затрудняват предоставянето на нужните ресурси и подкрепа. Наличието на няколко сухоземни граници в Европа също е фактор обуславящ споменатата стратегия. Имайки предвид тези обстоятелства, неслучайно френското командване разчита главно на силна армия в Европа. Целта на френската стратегия е възстановяването на контрола над загубените колониални територии чрез установяване на доминация в Европа. Тази стратегия обаче се оказва губеща и Франция в крайна сметка губи голяма част от колониите си.
Британците се опитват да избегнат големи сражения в Европа. Те създават съюзи с големи сили в Европа, чиито интереси са в противовес с тези на враговете ѝ и най-вече на Франция. Субсидирайки армиите на своите континентални съюзници, Великобритания цели да превърне финансовото си превъзходство във военно такова. Великобритания се съюзява със считания за майстор на военната стратегия Фридрих II и предоставя сериозна финансова подкрепа за кампаниите му. Лондон взима това решение след Дипломатическата революция от 1756 изоставяйки стария си съюзник Австрия в полза на Прусия. За разлика от Франция, Великобритания опитва всячески да изнесе военните действия към колониите, за да успее да се възползва от превъзходството на военноморските си сили. Британците активно използват морски блокади, бомбардират вражески пристанища и придвижват бързо войски по море, като често разчитат и на подкрепления от колониите си.
Русия и Австрия целят да ограничат влиянието на Прусия, една истинска заплаха близо до границите им. През 1756 Русия, Франция и Австрия подписват съгласие за обща защита. Освен това Франция се съгласява да субсидира съвместно нападение на Русия и Австрия над Прусия.

## Европа

### 1756
Въпреки британските надежди, че война би могла да бъде избегната, Франция съсредоточава войски в Тулон. Франция атакува остров Менорка и го превзема на 28 юни 1756. Формално войната е обявена на 18 май, почти две години след избухването на конфликта в Охайо.
Внимателно следил развитието на конфликта в Северна Америка, Фридрих II формира съюз с Великобритания. На 29 август 1756 той повежда пруски войски в Саксония, една от малките германски държавици съюзник на Австрия. С нападението Фридрих II възнамерява да компенсира предварително очакваната австрийско-френска инвазия в Силезия. Целите на Фридрих II са три. Първо, той цели да завземе Саксония и да я елиминира като заплаха за Прусия, а след това да използва саксонската армия и хазна, за да подкрепи своята военна дейност. Втората цел е да навлезе в Бохемия, където армията да прекара зимата. Третата е инвазия в Моравия през Силезия, превземане на крепостта в Оломоуц и напредване към Виена.
И така, след като оставя фелдмаршал граф Курт Кристоф фон Шверин в Силезия с 25 000 войници, за да се предпази от евентуална атака от Моравия или Унгария и фелдмаршал Ханс фон Левалдт в Източна Прусия, за да противодейства на вероятно нападение от Русия, Фридрих II поема към Саксония. Пруската армия марширува в три редици. Отдясно са около 15 000 войника под командването на принца на Брауншвайг Фердинанд. Отляво е редица с 18 000 души командвани от Август-Вилхелм, херцог на Брауншвайг-Беверн. По средата, заедно с войска от 30 000 души, е самият Фридрих II. Фердинанд се насочва към Кемниц, Август-Вилхелм ще пресече Лужица и ще се насочи към Бауцен. Фридрих II тръгва към Дрезден.
Саксонската и австрийска армии са неподготвени и разпръснати. Фридрих II окупира Дрезден почти без никаква съпротива от страна на саксонците. По време на Лобозицката битка от 1 октомври 1756, Фридрих II предотвратява вливането на австрийски подкрепления в саксонската армия. Прусаците окупират Саксония. След обсадата на Пирна, саксонската армия се предава през октомври 1756 и насила е присъединена към пруската. Нападението над неутрална Саксония предизвиква гневни реакции в Европа и води до засилване на антипруските настроения. Единственият австрийски успех в този период представлява частичната окупация на Силезия. Успехите на Фридрих II обаче се оказват нерешаващи и струват скъпо на малката пруска армия. Това го кара да отбележи, че не се е сблъскал със същите австрийци както в предишната война.
Великобритания първоначално е изненадана от пруската офанзива, но започва да изпраща провизии и финансова подкрепа от ₤670 000 (еквивалента на ₤89 милиона през 2014) за новия си съюзник. Лондон започва да агитира Холандската република да се присъедини към съюза, но тя предпочита да остане напълно неутрална. Въпреки значителното отстъпване в размера на въоръжените сили, годината е успешна за Прусия, за разлика от разочароващите британски кампании в Северна Америка.

### 1757
В началото на 1757 Фридрих II отново поема инициативата като навлиза в Кралство Бохемия, надявайки се окончателно да разбие австрийската съпротива. След като побеждават в кървавата Битка при Прага на 6 май 1757, прусаците отблъскват австрийската армия зад стените на Прага. Пруската армия започва обсадата на Прага. Фридрих II изпраща 5000 войника да подкрепят армията от 19 000 души водена от Август-Вилхелм. Австрийският маршал Леополд Йозеф фон Даун пристига твърде късно, за да се включи в битката, но все пак успява да събере близо 16 000 австрийски войници, успели да избягат от битката. С тези сили той започва поход за освобождението на Прага. Пруската армия не е достатъчно силна, за да поддържа обсадата и да държи фон Даун надалеч. Фридрих II е принуден да нападне подготвената за защита армия на фон Даун в Битката при Колин. На 18 юни 1757 Фридрих II претърпява първото си поражение. Това го кара да вдигне обсадата и да се оттегли от Бохемия.
По-късно през лятото на 1757, Русия напада Клайпеда с армия от 75 000 души. Клайпеда (Мемел) представлява една от най-непревземаемите крепости в Прусия. Въпреки това, след петдневна артилерийска подготовка руската армия щурмува и овладява крепостта. Руснаците използват Клайпеда за база на своята офанзива в Източна Прусия и впоследствие разбиват пруските сили в оспорваната битка при Грос-Егерсдорф на 30 август 1757. Руснаците обаче не успяват да навлязат в Кьонигсберг (днешен Калининград) и отстъпват. Атаката представлява нова заплаха за Фридрих II. Той не само е принуден да напусне Бохемия, а и да се завърне навътре в пруска територия. Загубата на Клайпеда и провалената обсада на Прага карат Швеция да се възползва от ситуацията и да обяви война на Прусия, нахлувайки в Померания с армия от 17 000 души. Шведите смятат, че споменатата армия е достатъчно голяма, за да завземе Померания и че директен сблъсък с пруската войска ще бъде избегнат, заради войната водена от Фридрих II на много фронтове.
Нещата не изглеждат добре за Прусия. Австрийците подготвят нападение, а френската армия напредва от запад. Въпреки това ситуацията претърпява обрат през ноември и декември. Фридрих II първо разбива френските сили на маршал Шарл де Роан-Субис в битката при Росбах на 5 ноември 1757 и след това, въпреки численото ѝ преимущество, побеждава австрийската войска в битката при Лойтен на 5 декември 1757. Така Фридрих II отново добива славата на най-големия пълководец в Европа, а войските му отново всяват респект. Въпреки това, Прусия е изправена пред война на четири фронта (Франция от запад, Австрия от юг, Русия от изток и Швеция от север). Освен всичко, редица германски държавици се обединяват под егидата на Австрия, заплашвайки пруския контрол над Саксония.
Този проблем се задълбочава, когато основната армия на Хановер е разбита в битката при Хастенбек и принудена да се предаде. Хановер излиза от войната, оставяйки западните пруски територии незащитени. Фридрих II изпраща спешна молба към Великобритания за подкрепа.
Тъй като нова руска офанзива изглежда малко вероятна поне до 1758, Фридрих II премества основните си източни сили в Померания под командването на маршал Левалдт, за да отблъсне шведската инвазия. За кратко време пруската армия отблъсква шведите, окупира Шведска Померания и блокира столицата ѝ Щралзунд. Джордж II, по съвет на министрите си, не признава договора за излизане на Хановер от войната. Скоро след това Хановер отново воюва. През зимата новият главнокомандващ на хановерската армия Фердинанд Брауншвайгски прегрупира силите си и започва серия офанзиви, които отблъскват французите зад река Рейн. Британците претърпяват нови поражения в Северна Америка. На Острова обаче има стабилност. През август 1757 Томас Пелам-Холс, граф на Нюкасъл, и Уилям Пит-старши формират коалиционно правителство, което подкрепя военните действия. Стратегията на правителството е базирана както на стремежа на Пелам-Холс за подкрепа на Прусия, така и на идеята на Пит за превземане на френските колонии чрез военноморска сила.
Между 10 и 17 октомври 1757 унгарският генерал Андраш Хадик, служещ в австрийската армия, осъществява една от най-известните хусарски акции. Докато Фридрих II напредва на юг, Хадик неочаквано обръща командваната от него петхилядна армия, включваща предимно хусари, избягва сблъсък с прусаците и окупира столицата им Берлин за една нощ. Градът е спасен след плащане на откуп в размер на 200 000 талера, голяма част от които се оказват фалшифицирани. Когато Фридрих II научава за унизителната обсада, той незабавно изпраща армия, която да освободи столицата си. Хадик обаче изоставя града и безопасно достига австрийска територия. Вследствие той е повишен в маршал.

### 1758
В началото на 1758 Фридрих II започва инвазия в Моравия и обсажда Оломоуц. След победата на австрийската армия в битката при Домщадл, Фридрих II прекъсва обсадата и се оттегля от Моравия. Това е и последният му опит да започне голяма инвазия на австрийска територия. Източна Прусия е окупирана от руски войски през зимата и остава под техния контрол до 1762. Въпреки това, Фридрих II не счита руснаците за непосредствена заплаха. Вместо това, той търси решителна битка с Австрия, която да изхвърли стария враг от войната.
През април 1758 британците сключват договор с Фридрих II и се съгласяват да му изплащат годишна субсидия от £670 000. Великобритания предоставя и 9000 войника, които да подкрепят армията на Хановер. Фердинанд, принцът на Хановер, е успял да изгони французите от Вестфалия и да завземе отново речното пристанище Емден през март 1758. След това, той пресича Рейн. Въпреки победата си над французите в битката при Крефелд и кратката окупация на Дюселдорф, Фердинанд е принуден да се изтегли зад Рейн заради маневрата на огромен брой войски от страна на Франция.
В този момент руската инвазия вече започва да притеснява Фридрих II и той решава да поведе войски срещу Русия. Източно от река Одер, пруска армия от 35 000 войника се сражава с 43 000-на руска войска водена от Вилхелм фон Фермор в битката при Цорндорф на 25 август 1758. Двете страни се сблъскват с огромни загуби. Прусаците губят 12 800 войници, а при руснаците убитите са около 18 000. Руснаците се оттеглят, а Фридрих II се обявява за победител.
Войната продължава с променлив успех за двете страни до 14 октомври, когато маршал Леополд Йозеф фон Даун изненадва основната пруска армия в битката при Хохкирх в Саксония. Фридрих II губи голяма част от артилерията си, но се оттегля в добър ред благодарение на гъстата растителност. Въпреки Хохкирх обаче, прогресът на австрийската кампания в Саксония остава малък. Австрийците не успяват да постигнат решителен пробив и след провал в опита да превземат Дрезден, войските на фон Даун са принудени да се оттеглят в Австрия за зимния период. Така Саксония остава окупирана от Прусия. Руснаците не успяват да превземат Колберг в Померания (днес Колобжег, Полша).
Годината е разочароваща за Франция. Назначен е нов министър на външните работи, Етиен Франсоа де Шоазьол. Той възнамерява да приключи войната през 1759 чрез мощни атаки срещу Великобритания и Хановер.

### 1759 – 1760
През 1759 Прусия преживява няколко разгрома. В битката при Палциг руският граф Пьотр Салтиков с 47 000 войници разбива 26 000 прусаци водени от генерал Карл Хайнрих фон Ведел. Въпреки че Хановер разбива армия от 60 000 французи при Минден, австрийският генерал Даун принуждава цял пруски корпус от 13 000 войника да се предаде в битката при Максен. Фридрих II губи половината си армия в битката при Кунерсдорф (днес Куновице, Полша), най-големият разгром във военната му кариера, който го довежда до ръба на абдикацията и мисли за самоубийство. Загубата е предизвикана главно от факта, че Фридрих II подценява руснаците, които вече са демонстрирали способностите си при Цорндорф и Грос-Егерсдорф (днес Моторное, Русия). Доброто взаимодействие между руската и австрийска армии също оказва влияние за крайния изход от сражението.
Французите планират да нахлуят на Британските острови през 1759 г. като събират войски близо до устието на Лоара и мобилизират флота си от Брест и Тулон. Въпреки това, през август Средиземноморският флот воден от Жан-Франсоа дьо Ла Клю-Сабран е разбит от превъзхождащ я числено британски флот воден от Едуард Боскауен в битката при Лагос, близо до португалския бряг. В битката в залива Киберон на 20 ноември, британският адмирал Едуард Хаук потопява и пленява голяма част от френския флот от Брест, воден от графа на Конфлан Юбер дьо Бриен.
Пруската катастрофа се задълбочава през 1760. Генерал Хайнрих Аугуст дьо ла Мот Фуке е разбит от австрийците в битката при Ландсхут. Французите превземат Марбург, а шведите завземат част от Померания. Хановер побеждава французите в битката при Варбург, като отновно възпрепятства френските опити да за изпращане на войски на изток в подкрепа на Австрия срещу Прусия.
Въпреки това австрийците, под командването на генерал Ернст Гидеон фрайхер фон Лаудон, завземат Глац (днес Клодзко, Полша) в Силезия. В битката при Лигниц Фридрих II отбелязва категорична победа, въпреки че численото превъзходство на австрийската армия е три към едно. Руснаците и австрийците за кратко окупират пруската столица Берлин през октомври. В края на годината Фридрих II побеждава фон Даун в битката при Торгау, но претърпява големи загуби, а австрийците се оттеглят в строен ред.

### 1761 – 1762
Прусия започва годината с армия от само 100 000 души, много от тях новобранци, и ситуацията изглежда безнадеждна. Въпреки това австрийските и руски сили са също доста пострадали и двете армии не започват сериозна офанзива.
През 1762 две страни влизат във войната. Великобритания обявява война на Испания на 4 януари 1762, а Испания отговаря реципрочно на 18 януари. Португалия се присъединява към Великобритания. Испания, подпомогната от Франция, започва офанзива в Португалия и успешно завладява Алмейда. Пристигането на британски подкрепления спира офанзивата, а в битката при Валенсия де Алкантара те разбиват испанците. Английско-португалската армия, подкрепена от партизани, преследва сериозно намалелите испанци обратно до Испания, завладявайки почти всички загубени градове, включително Кастело Бранко, където пленяват множество изоставени ранени и болни войници.
През февуари 1761 принцът на Брауншвайг Фердинанд изненадва френските войски при Лангензалца и след това обсажда Касел през март. Той обаче е принуден да изостави обсадата след като френските войски се прегрупират и пленяват няколко хиляди от войниците му в битката при Грюнберг. В битката при Вилингхаузен Фердинанд разбива френска армия от 92 000 души.
На източния фронт прогресът е малък. Руската армия е в сериозна зависимост от припасите си в Полша и прусаците организират няколко успешни набега срещу тях. Един от набезите, предвождан от генерал Платен, води до загубата на 2000 руски войници, много от тях пленени. Заради недостига на жива сила, на прусаците се налага да разчитат именно на този нов вид тактика, набезите, за да забавят напредването на руснаците. Въпреки това, в края на годината, прусаците претърпяват две разочарования. Руснаците, водени от генерал Захар Чернишов и Пьотър Румянцев превземат Колберг в Померания, а австрийците овладяват Швайдниц. Загубата на Колберг струва на прусаците излаза на последното им балтийско пристанище. Във Великобритания се заговаря, че тоталната пруска катастрофа е неизбежна.
Ето защо, Великобритания заплашва да спре субсидиите си за Прусия, ако тя не отправи предложение за стабилен мир. Пруската армия сега се състои от само 60 000 души, а оцеляването на Фридрих II изглежда почти невъзможно. Но на 5 януари 1762 руската императрица Елисавета умира. Нейният прусофилски наследник, Петър III, веднага отзовава руските армии от Берлин и посредства за постигането на примирие между Прусия и Швеция. Това стечение на събитията става известно като „Чудото на дома Бранденбург“. Фридрих II успява да събере армия от 120 000 души и да я насочи срещу Австрия. Той успява да изгони австрийците от по-голямата част от Саксония, а брат му Хенри печели победа в Силезия, в битката при Фрайберг на 29 октомври 1762. Брауншвайг превзема ключовия град Гьотинген и Касел.
Междувременно, продължителната британска блокада на френските пристанища повлиява на морала на французите. Той се срива още повече, когато новината за загубата в битката при Сигнал Хил в Нюфаундленд достига Париж.

### 1763
През 1763 войната в Европа е в застой. Фридрих II е завзел по-голямата част от Силезия и Саксония, но не и Дрезден. Финансовото му положение не е отчайващо, но страната е изтощена, а армията изключително отслабнала. Живата сила е намаляла драматично, а загубата на генерали и офицери е толкова голяма, че нова офанзива изглежда невъзможна. Субсидиите от Великобритания са спрени, а Петър III е свален от престола от съпругата му Екатерина II, която отново предоставя подкрепа на Австрия и дори заповядва атаки над прусаците. Австрия се сблъсква с огромна финансова криза и е принудена да намали войските си, което прави евентуална офанзива малко вероятна. През 1763 е постигнат Хубертусбургския мир, който слага край на войната в Централна Европа.

## Колониите
Колониалният конфликт, главно между Франция и Великобритания, е концентриран главно в Индия, Северна Америка, Европа, Карибските острови, Филипините и Континентална Африка. В хода на войната Великобритания завладява огромни територии и влияние за сметка на Франция.
Великобритания губи остров Менорка през 1756, но завладява френските колонии в Сенегал през 1758. Кралските военноморски сили на Великобритания превземат френските захарни плантации Гваделупа през 1759 и Мартиника през 1762, Хавана в Куба и Манила във Филипините, и двата известни испански колониални градове. Експанзията в околностите им обаче се сблъсква с жестока съпротива. Във Филипините британците се ограничават до Манила и се оттеглят след края на войната.

### Северна Америка
По време на войната, седем индиански племена (нации) от Канада са съюзник на Франция: алгонкини, абенаки, хурони и други. Макар че алгонкините и Седемте нации не са пряко свързани със съдбата на долината Охайо, те стават жертва на Ирокезката конфедерация, която включва племената сенеки, мохикани, онайда, онондага, каюга и тускарора. Ирокезите навлизат в алгонкинска територия и отблъскват племето отвъд езерото Мичиган. Ето защо, Седемте нации и алгонкините имат интерес да се противопоставят на ирокезите. Из цяла Нова Англия, Ню Йорк, и северозападните коренни американски племена формират различни съюзи с участниците във войната. Ирокезите се съюзяват с британците, но не играят голяма роля във войната.
През 1756 и 1757 французите превземат фортовете Освего и Уилям Хенри от британците. Индианските племена съюзници на Франция нарушават условията за капитулация и атакуват оттеглящата се британска колона, под конвой от френски войници, които отказват да ги защитят. Много войници, жени и деца са избити и скалпирани. Френските военноморски сили успешно защитават ключовата крепост Луисбург на остров Кейп Бретон, преименуван на Ile du Roi от французите, които чрез победата си осигуряват достъп до Квебек.
Усилията на британския премиер Уилям Пит за концентрация на военните действия в колониите се изплаща с превземането на Луисбург от французите през 1758 след като френските подкрепления биват блокирани в резултат на битката при Картахена и превземането на форт Дюкен и форт Фронтенак. Британците продължават процеса на депортиране на акадианското население чрез военни операции на остров Принц Едуард, долината на река Сейнт Джон и долината на река Птикодиак. Празнуването на победите обаче е помрачено от поражението в битката при Карийон, в която 4000 френски войници отблъскват 16 000 британци. Когато британците, водени от генералите Джеймс Аберкомби и Джордж Хау атакуват, те смятат, че французите, водени от генерал Луи-Жозеф дьо Монкалм са защитени само от малки дървени прегради, които не биха представлявали препятствие. Британската атака, планирана в тесни редици, изпада в объркване, оставяйки големи пространства помежду си. Те остават блокирани от интензивен френски мускетен огън.
Всички британски кампании в Нова Франция през 1759 са успешни. Форт Ниагара и форт Карийон падат под британско владение на 8 юли 1758. От юни 1759 нататък, британците водени от Джеймс Улф и Джеймс Мъри изграждат форт на остров Орлеан, обезпечавайки тримесечна обсада. Французите, водени от Луи-Жозеф дьо Монкалм, укрепват региона на Бопор. На 31 юли британците атакуват с 4000 войници, но французите ги отблъскват. Докато Улф и Мъри планират втора атака, британски части нападат френски селища по реката Сейнт Лорънс, унищожавайки хранителни запаси и муниции в опит да ги подложат на глад.
На 13 септември 1759, генерал Джеймс Улф води 5000 войници по планински път на една миля западно от Квебек Сити. Той позиционира армията си на един час марш от силите на Монкалм на изток и армията водена от Луи Антоан дьо Бугенвил на запад. Вместо да координира атаката си с Бугенвил, Монкалм атакува незабавно. Когато неговите 3500 войници напредват, линиите им се разпадат. Много французи стрелят преди британците да са в обсег на мускетите им. Улф организира силите под негово командване в две редици разположени по протежение от една миля в Авраамови поля. Издадена е заповед мускетите да се заредят с по два патрона за максимална сила и огънят да се задържи до определен момент на наближаване на французите до британските линии. Когато армията на Монкалм е вече в обсега на британците, британците стрелят и ударът им е унищожителен. Французите се оттеглят в безпорядък, преследвани от британски войници и техните съюзници. Така британците печелят битката на Авраамови поля. Генерал Улф е ранен смъртоносно в гърдите в битката и командването отива в ръцете на Джеймс Мъри. Монкалм също е ранен тежко и умира ден след битката. Французите, водени от Франсоа Гарсон джо Леви, започват контраофанзива към Авраамови поля през пролетта на 1760, с първоначална победа в битката при Сен Фо. Те обаче не успяват да превземат Квебек, заради морското превъзходство на Великобритания след битката при Нювил. Френските войски се оттеглят в Монреал, където на 8 септември са обкръжени от британската армия.
След разгрома на французи и индианци, през 1760 Ирокезката конфедерация се оттегля от войната чрез Договора от Канаваке с британците. Между условията на договора са безпрепятстваното пътуване между Канада и Ню Йорк. Ирокезката конфедерация поддържа сериозна търговия между Монреал и Олбани.
През 1762, към края на войната, френски сили атакуват Нюфаундленд. В случай на успех, експедицията би засилила френската позиция на масата на преговорите. Въпреки че французите успяват да превземат Сейнт Джонс и атакуват селищата в негова близост, те са разбити в битката при Сигнал Хил. Това е последната битка от Седемгодишната война в Северна Америка. Французите се предават на генерал-лейтенант Уилям Амхърст, а британците поемат контрола над цялата източна част от Северна Америка.

### Южна Америка
През 1763 португалците завладяват по-голямата част от долината на Рио Негро от испанците и отблъскват испанска атака в Мато Гросо.
Между септември 1762 и април 1763, испанските сили водени от дон Педро Антонио де Севайос, управител на Буенос Айрес (и по-късно вицекрал на Рио де ла Плата), повежда кампания срещу португалците в Уругвай и Южна Бразилия. Испанците завладяват португалските територии Колония дел Сакраменто и Рио Гранде де Сао Педро. Португалците са принудени да отстъпят и да се предадат.
Според Парижкия договор от 1763, Испания връща на Португалия колонията Сакраменто, а голямата и богата територия на Рио Гранде де Сао Педро (днес бразилския щат Рио Гранде до Сул) е превзет от португалците в Испано-Португалската война от 1763 – 1777.
В резултат на войната, Валдивийската система от фортове, испански защитен комплекс в южната част на Чили, е достроен след 1764. Други територии в колониално Чили също са подготвени за евентуална английска атака.

### Индия
В Индия избухването на Седемгодишната война подновява дългия конфликт за влияние между френските и британски търговски компании. Французите се съюзяват с Моголската империя, за да противостоят на британската експанзия. Войната започва в Южна Индия, но се разраства до Бенгалия, където британските сили водени от Робърт Клайв превземат Калкута от френския съюзник Набаб Сирадж уд-Даула, който губи властта си след битката при Пласи през 1757. В същата година британците също завоюват Чандернагар, френско селище в Бенгалия.
На юг, въпреки че французите завземат Кудалор, обсадата на Мадрас се проваля, а британският командир Сър Ейре Кут разбива Томас Артур де Лали-Толендал в битката при Вандиваш през 1760 и завладяват Северен Саркарс. Френската столица в Индия, Пондичери, пада в британски ръце през 1761. С това британците прекършват френското влияние в Индия.

### Западна Африка
През 1758, по молба на американския търговец Томас Къминг, Пит изпраща експедиция, която да превземе френското селище Сен Луи. Британците превземат Сенегал с лекота през май 1758 и носят удома голям набор от стоки. Този успех убеждава Пит да изпрати още две експедиции, които да завземат остров Горе и френския търговски пост на река Гамбия. Загубите на тези ценни колонии допълнително отслабват френската икономика.

## Загуби на воюващите страни
- Австрия – ?
- Прусия – Фридрих II официално обявява загубата на 180 000
- Франция – 169 000 войници
- Русия – 138 000 войници
- Англия – 20 000 войници (13 000 от тях загинали от болести)
- Испания – 3000 войници

Общата сума на убитите войници по време на конфликта възлиза на 650 000, а загиналите мирни жители са около 860 000 (от тях почти всички са поданици на Австрия).

## Кино
Войната е пресъздадена в редица филми:
- Част от филма Бари Линдън (1975), режисиран от Стенли Кубрик, третира именно Седемгодишната война.
- Последният мохикан (1992), режисиран от Майкъл Ман, пресъздава войната, особено конфликта в Северна Америка.
- Братството на вълците (2001), режисиран от Кристоф Ганс, разказва за войната в Северна Америка.